# 永井信二
永井 信二（ながい しんじ、1947年10月4日 - 2019年1月22日）は、日本の昆虫学者。日本昆虫分類学会会員、愛媛大学環境昆虫学研究室助手。
愛媛県松山市に生まれ、若いころは愛媛大学の研究学研究室に通っていた。1998年ごろに多数のチョウが生息していることなどを理由に長野県木曽町福島へ移住。カブトムシ、クワガタムシなどの甲虫類のほか、ツノゼミ、ビワハゴロモの研究でも知られている。ヒサマツサイカブト、モロンシロカブト、エンドウゴホンヅノカブトなど、甲虫類を中心に250以上の新種、新亜種を命名した。1990年末からむし社の藤田宏や水沼哲郎とともに『世界のクワガタムシ大図鑑』の制作を開始し、同図鑑は1994年5月に世界初のカラー写真によるクワガタムシ大図鑑としてむし社から『月刊むし・昆虫大図鑑シリーズ』の第1巻として発売された。また1998年7月には同シリーズの第3巻として、酒井香との共著『世界のハナムグリ大図鑑』を出版している。一時は多数の昆虫論文を執筆した実績を買われ、愛媛大学教授の大林延夫から推薦を受けて同大学の職員となった時代もあった。
2006年に木曽町福島の自宅（木造2階店舗兼住宅）でお好み焼き店を開店したが、2011年4月24日の火災で火元となった自宅を含む計8棟（2000 m2以上）が焼け、書斎で保管していた昆虫標本約6万点（被害総額は推定1億4,000万円以上）もほぼ全て焼失した。出火当時、永井は隣家で話し込んでいたという。焼失した標本のうち約3万5,000点はカブトムシで、執筆中の図鑑の資料であった。その中には、自身が命名したモロンシロカブト・エンドウゴホンヅノカブトなどのタイプ標本、また命名前の新種とみられる国内外のカブトムシの標本約100種も含まれており、図鑑に収録予定だった約800種のうち約2割はまだ写真撮影が済んでいなかった。藤田によれば、永井はこの火災以降、焼失したカブトムシの標本を貸していた者たちへの連絡を取っていなかったため、同業者と疎遠になっていたという。永井は「図鑑は遅れても必ず完成させたい」と話していたが、未完となった。その後、カブトムシ図鑑の構想は2015年9月に発行された清水輝彦の著書『世界のカブトムシ』（上）で実現している。
永井は2018年6月ごろに心筋梗塞で長野県佐久市の病院に入院、後に退院したが、2019年1月22日に大動脈解離で急死した（Template:没）。

## 著書
- 『世界のクワガタムシ大図鑑』 むし社 1994年 ISBN 4943955010
- 『世界のハナムグリ大図鑑』 むし社 1998年 ISBN 4943955037
- 『ニューワイド学研の図鑑 カブトムシ・クワガタムシ』 学習研究社 2001年 ISBN 4055004214 （標本提供、解説）
- 『ニューワイド学研の図鑑 世界の昆虫』 学習研究社 2004年 ISBN 4055004974 （標本提供、解説）
- 『COLEOPTERORUM CATALOGUS World Lucanidae』（コウチュウ目カタログ・世界のクワガタムシ科） 木曜社 1985年
- 『Illustrated Catalogue of the Asiatic and Australian Fauna』（アジアとオーストラリアのビワハゴロモ科） Sciences Nat. 1996年
- 『Nouveaux Fulgoridae d´Asie du Sud-Est. - New Fulgoridae from South-East Asia』（アジアとオーストラリアのビワハゴロモ科（追補）） Sciences Nat. 2002年